# Čupevo (Orahovac)
Pour les articles homonymes, voir Čupevo (Klina).
Qypevë en albanais et Čupevo en serbe latin (en serbe cyrillique : Чупево) est une localité du Kosovo située dans la commune/municipalité de Rahovec/Orahovac et dans le district de Prizren/Prizren. Selon le recensement kosovar de 2011, elle compte 525 habitants, tous albanais.
Selon le découpage administratif du Kosovo, la localité fait partie de la commune/municipalité de Malishevë/Mališevo.

## Démographie

### Évolution historique de la population dans la localité
| 1948 | 1953 | 1961 | 1971 | 1981 | 1991 | 2011 |
| ---- | ---- | ---- | ---- | ---- | ---- | ---- |
| 102  | 83   | 115  | 108  | 133  | 165  | 525  |

|  |